# دریاچه هاکونه
دریاچه هاکونه یا دریاچه آشی (به ژاپنی: 芦ノ湖,) دریاچه‌ای در منطقه هاکونه از استان کاناگاوا در هونشو، ژاپن می‌باشد.
این دریاچه به علت داشتن دیدش به قله فوجی معروف می‌باشد.

## منابع

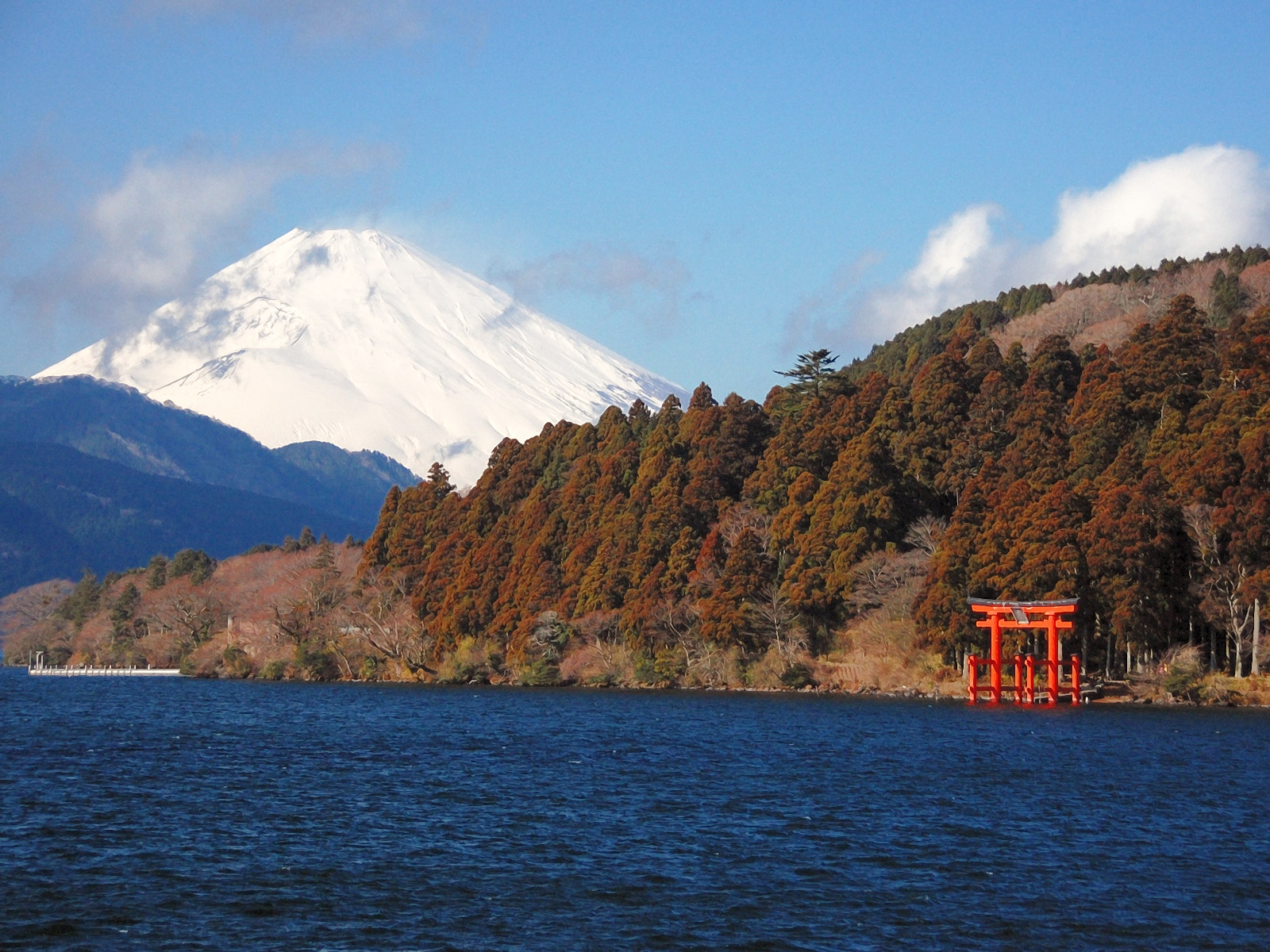

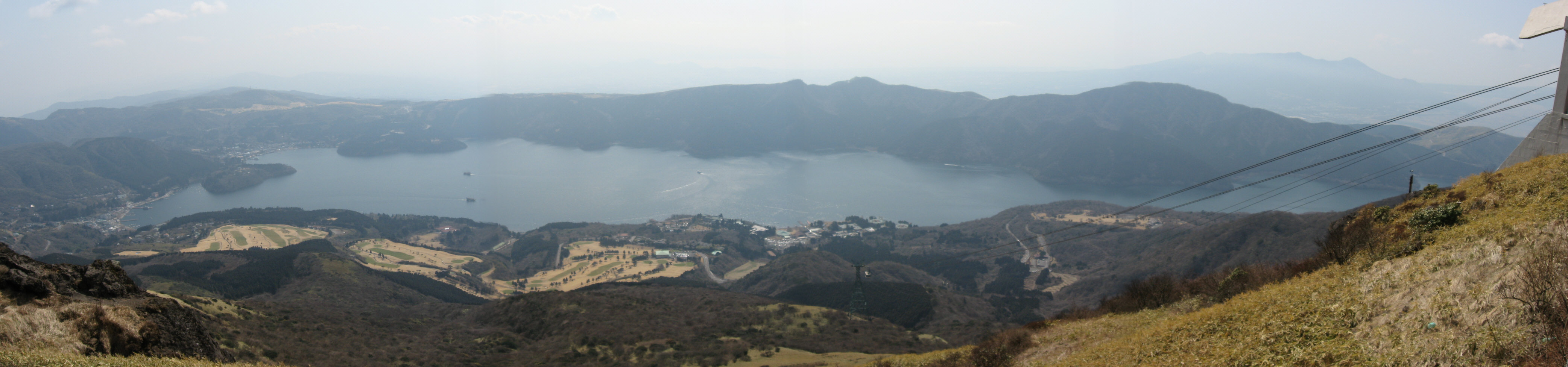